# Eburodacrys obscura
Eburodacrys obscura là một loài bọ cánh cứng trong họ Cerambycidae.